# Tauberrettersheim
Tauberrettersheim é um município da Alemanha, situado no distrito de Würzburgo, no estado da Baviera. Tem 8,56 km² de área, e sua população em 2019 foi estimada em 866 habitantes.